# Samszwilde
Samszwilde – wieś w Gruzji, w regionie Dolna Kartlia, w gminie Tetri Ckaro. W 2014 roku liczyła 443 mieszkańców.